# کار داوطلبانه جمعی
کار داوطلبانه جمعی (به انگلیسی: Communal work) کار داوطلبانه و فعالیت‌هایی هستند که به صورت گروهی و برای هدفی خاص، غالباً به صورت داوطلبانه انجام می‌گیرد. مفهوم کارهای دست‌جمعی بدون دریافت دستمزد مفهوم گسترده‌ای در فرهنگ‌های مختلف است و اجتماعات مذهبی، گردهمایی‌های هنری، اجتماعی و زیست‌محیطی برای انجام کارهای جمعی داوطلبانه در مناسبت‌های مختلف و حتی کارهایی مانند آب و جارو کردن محله، تمیز کردن کارخانه و تعمیرات جزئی از این جمله هستند. نکته مشترک در مورد همه انواع کار جمعی داوطلبانه توجه به منافع جمع و جامعه بجای توجه به منفعت شخصی است.
در بعضی تحقیقات اجتماعی میزان کار داوطلبانه در کنار «کمک به غریبه» و «اهدای پول به خیریه‌ها» به عنوان یک شاخص مهم در سنجش «بخشندگی» افراد یک جامعه استفاده می‌شود.

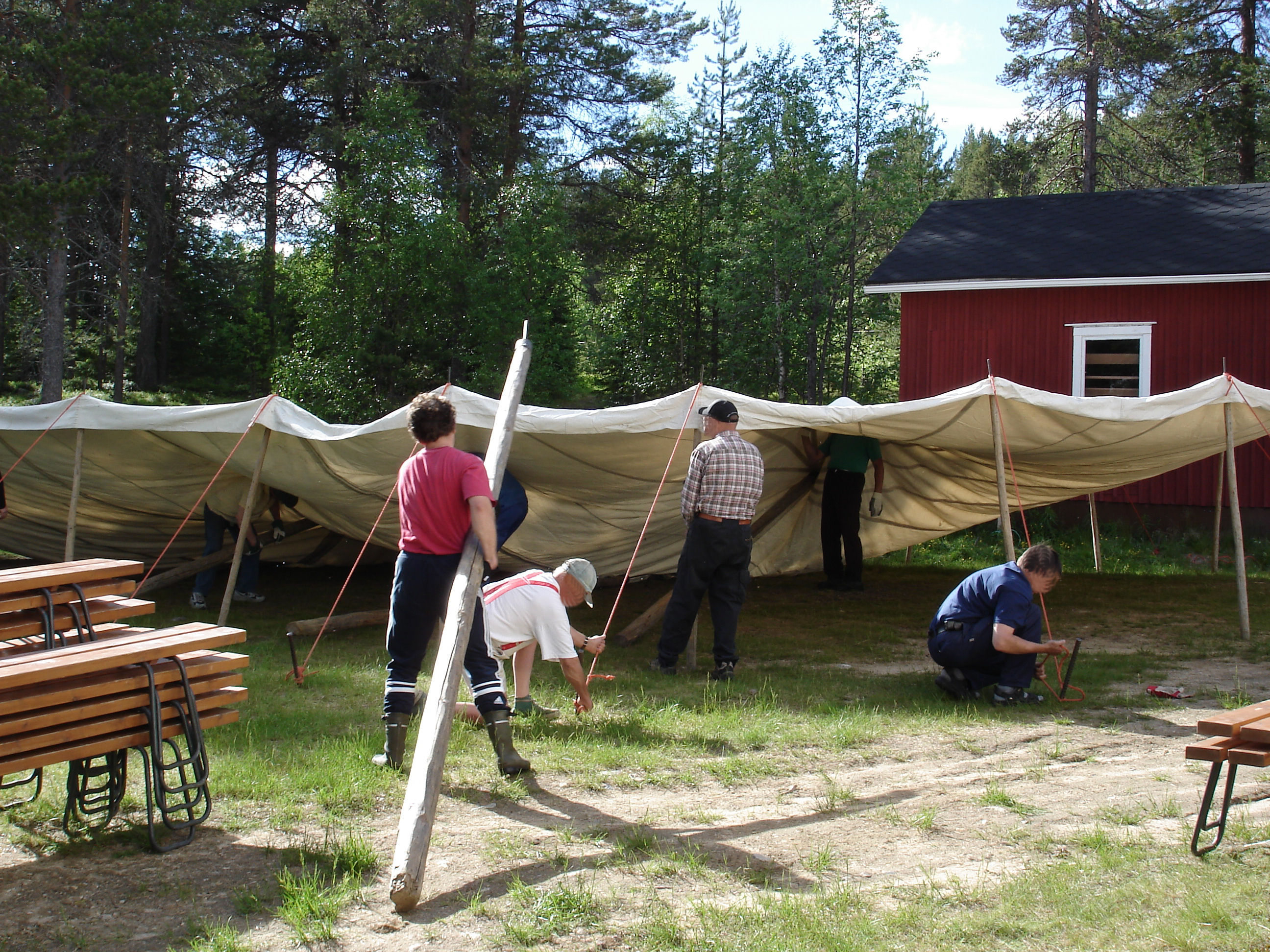
برافراشتن یک چادر بزرگ در یک کار جمعی داوطلبانه در فنلاند در سال ۲۰۰۵.

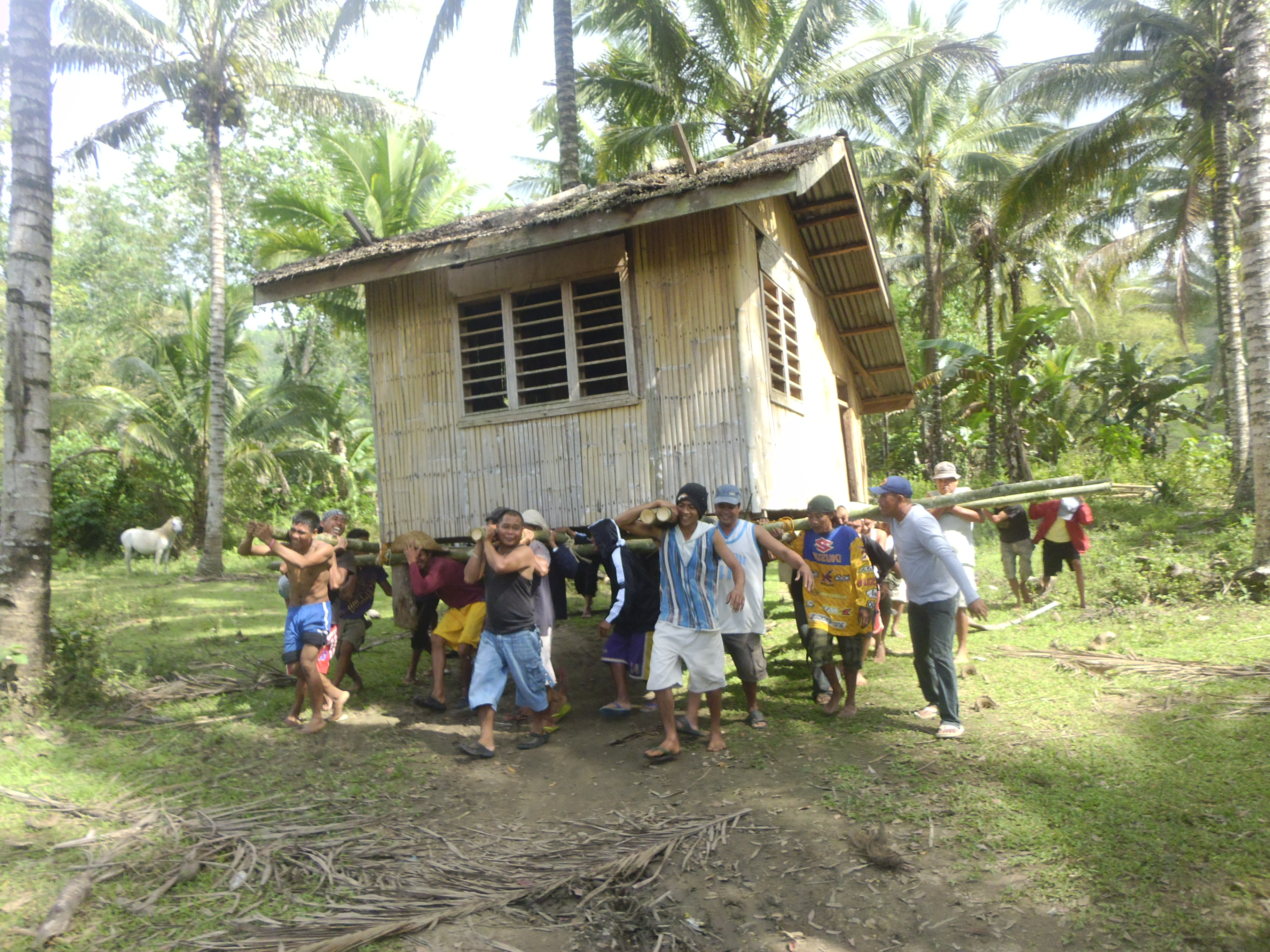
یک کار جمعی داوطلبانه برای جابجائی یک خانه به منطقه‌ای در نزدیکی محل اولیه در فیلیپین..